# David Picton
David Picton (* 2. Dezember 1972) ist ein ehemaliger kanadisch-irischer Basketballspieler.

## Leben
Der aus Welland in der Provinz Ontario stammende Picton spielte Basketball für die Schulmannschaft der örtlichen Notre Dame College School. Von 1991 bis 1996 war der 1,89 Meter große Aufbauspieler Student und Basketballspieler an der Brock University. 1992 gewann er mit der Mannschaft die kanadische Hochschulmeisterschaft. Bis 1996 erzielte Picton 2939 Punkte und stellte damit eine Bestmarke an der Brock University auf. 2001 wurde er in die Ruhmeshalle des Brock-Hochschulsports aufgenommen. Er bestritt Länderspiele mit Kanadas Studentennationalmannschaft, gewann bei der Sommer-Universiade 1993 die Silber- und bei der Sommer-Universiade 1995 die Bronzemedaille. Picton war ebenfalls Mitglied der A-Nationalmannschaft.
Picton wurde Berufsbasketballspieler und stand in der Saison 1996/97 in Deutschland beim Bundesligisten MTV 1846 Gießen unter Vertrag, für den er in 20 Einsätzen im Schnitt 7,9 Punkte je Spiel erzielte. In der Saison 1999/2000 stand er in Diensten des Zweitligisten TK Hannover, der sich während des Spieljahres vom Wettkampfbetrieb zurückzog. Picton spielte dann im weiteren Verlauf der Saison in derselben Liga für den TSV Quakenbrück, mit dem er im Endstand den dritten Platz belegte. Nach dem Ende des Spieljahres 1999/2000 kehrte er nach Kanada zurück. Eine Rückenoperation machte sein Bemühen zunichte, sich im Sommer 2000 für einen Platz in Kanadas Aufgebot für die Olympischen Sommerspiele 2000 zu empfehlen. Picton wandte sich der Trainertätigkeit zu. Von 2006 bis 2014 war er in seiner Heimatstadt Vorsitzender des Verbands Welland Minor Basketball Association. 2013 gründete er eine Basketball-Akademie.